# 10 000 Maniacs
10 000 Maniacs je americká rocková skupina, existující od roku 1981. Do roku 1993 ve skupině působila Natalie Merchantová, dnes vystupující jako sólová zpěvačka.
Skupiny založili pod názvem Still Life Steven Gustafson, Dennis Drew, Robert Buck, Teri Newhouse a Chet Cardinale, později přizvali Natalii Merchantovou a přijali současný název podle béčkového hororu Dva tisíce maniaků!, který natočil v roce 1964 Herschell Gordon Lewis. První koncert měli 9. září 1981, zpočátku hráli coververze známých hitů (např. Peace Train od Cata Stevense), v roce 1982 vydali první EP Human Conflict Number Five již s vlastními skladbami. První dlouhohrající deska Secrets of the I Ching měla úspěch v nezávislých hitparádách, v Anglii propagoval John Peel píseň My Mother the War. Největší komerční úspěch mělo album Blind Man's Zoo, které obsadilo v roce 1989 13. místo v žebříčku Billboard 200, během dvou měsíců získalo zlatou a v prosinci roku 1997 platinovou desku. Nejúspěšnějším singlem byla coververze písně Because the Night, kterou nahráli v roce 1993 pro pořad MTV Unplugged a která získala 11. místo v žebříčku Billboard Hot 100.
10 000 Maniacs bývají často přirovnáváni k R.E.M., s nimiž je spojuje inspirace folkem, country a hudbou šedesátých let, důraz na kvalitu textů, orientace převážně na vysokoškolské publikum a zájem o politické a ekologické otázky. Obě skupiny také byly úspěšnější v Evropě než v samotných USA.

## Diskografie
- 1983 Secrets of the I Ching
- 1985 The Wishing Chair
- 1987 In My Tribe
- 1989 Blind Man's Zoo
- 1992 Our Time in Eden
- 1993 MTV Unplugged
- 1997 Love Among the Ruins
- 1999 The Earth Pressed Flat
- 2013 Music from the Motion Picture